# Паракас (полуостров)
Паракас — полуостров в Перу, омываемый Тихим океаном. Расположен в регионе Ика.
Название полуострова происходит от двух слов языка кечуа: para — «дождь» и aco — «песок». Такое название связано с тем, что на полуострове нередки песчаные бури, поднимаемые ветром со стороны океана.
Полуостров Паракас омывается холодным Перуанским течением, что обуславливает большое количество планктона у побережья. Это в свою очередь привлекает сюда большое количество рыб, морских животных и водоплавающих птиц. С 1975 года полуостров является частью национального парка Паракас.
Примерно с 750 по 100 год до н. э. территория полуострова использовалась представителями археологической культуры Паракас. Экспедиция Хулио Сесара Тельо, работавшая на полуострове во второй половине 1920-х годов, обнаружила здесь многочисленные захоронения, датируемые I тысячелетием до н. э.
Помимо могильников полуостров известен своим геоглифом, расположенным на скалистом берегу залива Писко. Этот геоглиф имеет длину около 200 метров и по форме напоминает канделябр.